# Lyrodesmatidae
De Lyrodesmatidae zijn een familie van uitgestorven tweekleppigen.